# Ambo (tỉnh)
Tỉnh Ambo (tiếng Tây Ban Nha: Provincia de Ambo) là một tỉnh thuộc vùng Huánuco của Peru. Tỉnh Ambo có diện tích 1581 km², dân số thời điểm theo điều tra dân số ngày 11 tháng 7 năm 1993 là 55942 người. Tỉnh lỵ đóng ở Ambo.